# José Pinheiro
José Pinheiro (Paris, 13 de junho de 1945) é um realizador francês de origem portuguesa.

## Filmografia

### Cinema
- 1982: Family Rock, com Christophe Malavoy
- 1983: Les mots pour le dire, com Nicole Garcia, Claude Rich et Daniel Mesguich, segundo o romance autobiobráfico de Marie Cardinal
- 1985: Parole de flic, com Alain Delon, Jacques Perrin, Vincent Lindon, Fiona Gélin
- 1986: Les roses de Matmata, com Jean-Luc Bideau
- 1986: Mon bel amour, ma déchirure
- 1988: Ne réveillez pas un flic qui dort, com Alain Delon, Michel Serrault, Patrick Catalifo, Xavier Deluc, Serge Reggiani, Bernard Farcy, Raymond Gérôme
- 1990: La femme fardée, com Jeanne Moreau, Jacqueline Maillan, André Dussollier, Philippe Khorsand, Jean-Marc Thibault, Anthony Delon

### Televisão
- 1992: Maigret et les plaisirs de la nuit, com Bruno Cremer
- 1997-1998-2001-2004-2005: Navarro, uma série de televisão com Roger Hanin e Jean-François Poron:
  - "Un mari violent"
  - "Un bon flic"
  - "Terreur à domicile"
  - "Une fille en flammes"
  - "Graine de macadam"
  - "Une affaire brûlante"
  - "La mort un dimanche"
  - "Une femme aux abois"
- 1999: Juliette: service(s) compris, com Claire Keim
- 2002: Fabio Montale, com Alain Delon
- 2003: Ne meurs pas, com Roger Hanin
- 2003: Le lion, com Alain Delon